# Swertia
Genre
Swertia est un genre de plantes de la famille des Gentianaceae comptant environ 150 espèces, principalement en Asie et Afrique. Certaines espèces portent des fleurs violacées ou bleues,.
Ce genre est représenté en Europe par la seule espèce Swertia perennis L., la swertie vivace, protégée en France.
Des espèces généralement placées dans le genre Frasera sont parfois considérées comme appartenant au genre Swartia.

## Liste d'espèces
Selon Catalogue of Life (17 août 2012) :
- Swertia carolinensis
- Swertia gypsicoloa
- Swertia perennis

Selon ITIS (17 août 2012) :
- Swertia perennis L.
- Swertia usambarensis Engl.

Selon NCBI (17 août 2012) :
- Swertia abyssinica
- Swertia adolfi-friderici
- Swertia angustifolia
- Swertia bifolia
- Swertia bimaculata
- Swertia binchuanensis
- Swertia calycina
- Swertia chinensis
- Swertia chirayita
- Swertia ciliata
- Swertia cincta
- Swertia cordata
- Swertia crassiuscula
- Swertia cuneata
- Swertia decora
- Swertia delavayi
- Swertia dichotoma
- Swertia dilatata
- Swertia elata
- Swertia engleri
- Swertia erythrosticta
- Swertia franchetiana
- Swertia hispidicalyx
- Swertia japonica
- Swertia kilimandscharica
- Swertia kingii
- Swertia lactea
- Swertia leducii
- Swertia luquanensis
- Swertia lurida
- Swertia macrosperma
- Swertia marginata
- Swertia multicaulis
- Swertia mussotii
- Swertia nervosa
- Swertia obtusa
- Swertia paniculata
- Swertia pedicellata
- Swertia perennis
- Swertia petiolata
- Swertia pianmaensis
- Swertia przewalskii
- Swertia pseudochinensis
- Swertia aff. pseudohookeri
- Swertia pubescens
- Swertia punicea
- Swertia racemosa
- Swertia rosulata
- Swertia schugnanica
- Swertia souliei
- Swertia tashiroi
- Swertia tenuis
- Swertia tetraptera
- Swertia thomsonii
- Swertia volkensii
- Swertia wolfongiana
- Swertia yunnanensis

## Constituants chimiques
Les swerties contiennent généralement des composants de type sawertiamarine, mangiférine (un xanthonoïde aussi présent dans les mangues) et amarogénitine 1,5, 8-trihydroxy-3-méthoxyxanthone, 1-hydroxyl-2, 3, 5, 7-tétraméthoxyxanthone, 1-hydroxyl-3, 5, 8-triméthoxyxanthone, 1-hydroxyl-2, 3, 4, 6-tetraméthoxyxanthone, 1-hydroxyl-2, 3, 4, 7-tetraméthoxyxanthone, 1,8-dihydroxy-3, 5-diméthoxyxanthone, 1, 7-dihydroxy-3, 8-diméthoxyxanthone, 1, 3, 5, 8-tétrahydroxyxanthone, balanophonin, oleanolic acid, acide maslinique, et acide sumaresinolique.
Les Swerilactones de Swertia mileensis ont montré des propriétés anti-hépatite B in vitro.

## Usage médical
Les composants des swerties sont utilisés pour traiter des désordres gastriques, et ces constituants actifs, particulièrement la mangiférine, se sont avérés avoir des propriétés hépatoprotectives, hypoglycémiques, anti-inflammatoires, anti-oxydantes, anti-tuberculeuses et antifongiques, ainsi que de nombreuses autres propriétés pharmacologiques.